# Royal Court Theatre
Le Royal Court Theatre est un théâtre sans but lucratif londonien (Royaume-Uni), dans le quartier de Chelsea.
Au début du XXe siècle, il abrita la révolution du new drama avant d'abriter celle des années 1950.

## Prix Europe pour le théâtre - Premio Europa per il Teatro
En 1999, le Royal Court Theatre a reçu le Ve Prix Europe Réalités Théâtrales, décerné à Sarah Kane, Mark Ravenhill, Jez Butterworth, Conor McPherson, Martin McDonagh, avec cette motivation :
À quoi le théâtre britannique moderne doit-il sa réputation? À ses acteurs? Certainement. À ses metteurs en scène? Éventuellement. Mais le symbole majeur de la vitalité du théâtre britannique, ce sont ses auteurs. Or, le Royal Court Theatre, lauréat du Prix Europe Réalités Théâtrales, s'est fait plus que tout autre le promoteur de la nouvelle écriture. Depuis 1956, il a créé les travaux de bon nombre des auteurs britanniques les plus connus : Osborne, Wesker, Pinter, Bond, Barker, Brenton, Hare et Churchill. Cependant, le Prix ne récompense pas le palmarès historique du Royal Court, mais bien sa défense, au cors des dernières années, d'une nouvelle génération d'écrivains qui nous interrogent, et souvent, nous troublent profondément, et dont les œuvres ont circulé dans toute l'Europe : entre autres Sarah Kane (Blasted et Cleansed), Mark Ravenhill (Shopping and Fucking) et Jez Butterworth (Mojo), qui expriment visuellement leur horreur face à la vacuité morale et au matérialisme brut du monde dont ils ont hérité. Leurs pièces sont chargées d'images de violence, mais derrière la violence, on perçoit leur colère et leur confusion à l'idée d'exister dans une société postmarxiste, postchrétienne, postutopique. Ayant dû quitter son siège permanent au Sloane Square de Londres en 1996 pour cause de travaux de restauration, le Royal Court a poursuivi ses activités dans deux théâtres du West End, sans rien perdre pour autant de son goût du risque et de son dynamisme. Dirigé d'abord par Stephen Daldry, puis à présent par Ian Rickson, il a mis en scène des coproductions en collaboration avec des compagnies telles que Out of Joint et le Théâtre de Complicité (dont une sensationnelle reprise des Chaises de Ionesco). Il a présenté les pièces remarquables de jeunes Irlandais comme Conor McPherson et Martin McDonagh. Il a également lancé un programme international d'échanges avec d'autres théâtres du monde entier. Et surtout, il a donné la parole à une nouvelle génération de jeunes écrivains dont la colère moraliste, le désespoir urbain et la désillusion politique se sont répercutés dans l'Europe entière.

## Prix et récompenses
- 1999 : Prix Europe Réalités Théâtrales